# 3e division SS Totenkopf
Pour les articles homonymes, voir 3e division.
La 3e division SS « Totenkopf » ou la division « Totenkopf », Totenkopf signifiant « tête de mort » (appellations allemandes successives : la SS-Division Totenkopf, puis la SS-Panzergrenadier-Division „Totenkopf“ et enfin la 3. SS-Panzer-Division „Totenkopf“), est l'une des 38 divisions de la Waffen-SS durant la Seconde Guerre mondiale.
La présence dans les effectifs de cette division de gardes des camps de concentration et d'extermination nazis en a fait l'une des unités de la Waffen-SS qui s'est distinguée le plus par son fanatisme et sa brutalité ; elle a de ce fait commis de nombreux crimes de guerre.

## Historique
La division Totenkopf avait pour origine les unités de garde des camps de concentration, les SS-Totenkopfverbände (« unités SS à tête de mort »). Celles-ci étaient dirigées par Theodor Eicke à partir du 4 juillet 1934, lors de sa nomination comme inspecteur des camps de concentration.
Ces unités étaient organisées en régiments basés dans différents camps :
- Standarte I « Oberbayern » à Dachau ;
- Standarte II « Brandenburg » à Oranienbourg-Sachsenhausen ;
- Standarte III « Thüringen » à Buchenwald ;
- Standarte IV « Ostmark » à Mauthausen.

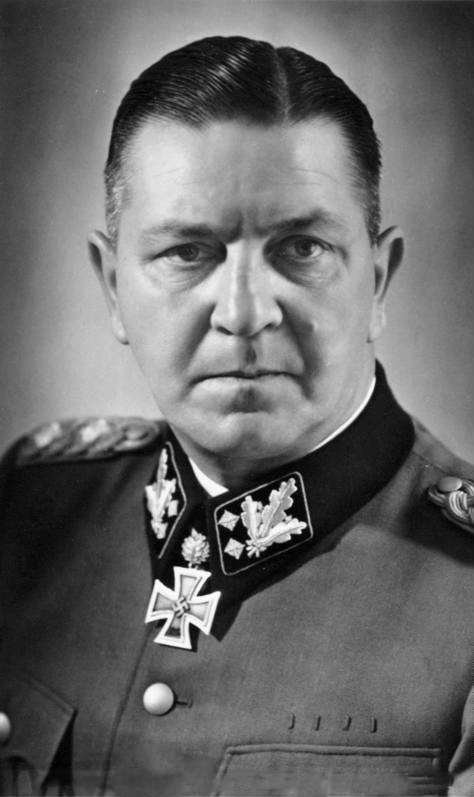
Theodor Eicke, le chef historique de la division Totenkopf. Il meurt à son commandement, lors d'une reconnaissance aérienne en Ukraine.

C'est sous le commandement d'Eicke que débute la transformation des SS-TV (il ne faut pas confondre les SS-VT pour SS-Verfügungstruppe, destinés dès l'origine à faire des Waffen-SS, avec les SS-TV pour SS-Totenkopfverbände, initialement uniquement destinés à la garde des camps de concentration) en vue d'en faire des unités aptes à combattre sur le front. Dès sa prise de fonction, Eicke mobilise tous ses contacts au sein de la SS pour assurer un bon équipement à sa division, notamment en armes antichars, pour la motoriser et la doter d'un groupe de reconnaissance.
À partir de ce moment, Eicke entame une nouvelle carrière et n'a plus de responsabilités dans l'organisation des camps de concentration. L'homme change de fonction, mais ses convictions restent les mêmes. Anti-catholique convaincu, il arrive, en 1940, à « convaincre »[pas clair] une compagnie entière de sa division de renoncer à la religion chrétienne, en le faisant acter par un tribunal administratif. Tout au long de sa période de commandement, il veille scrupuleusement au respect des drastiques critères de recrutement de la Waffen-SS, n'hésitant pas à renvoyer des candidats pourtant acceptés mais qu'il juge personnellement non conformes aux normes physiques, raciales ou morales de la SS et rechigne à voir ses officiers quitter la division Totenkopf pour renforcer d'autres unités.
Rejoignant la « Leibstandarte SS Adolf Hitler » (« régiment SS de garde d'Adolf Hitler ») et la SS-Verfügunsgstruppe (littéralement « troupe SS à disposition »), les unités Totenkopf constituent l'un des trois piliers de la future Waffen-SS.
Après la réorganisation de la dénomination et de la numérotation des divisions SS en 1943, elle reçoit la dénomination officielle de 3. SS-Panzer-Division „Totenkopf“, aux côtés, entre autres, de la 1re division SS « Leibstandarte SS Adolf Hitler » et de la 2e division SS « Das Reich », issue de la SS-Verfügungstruppe.
Le 16 octobre 1939, Adolf Hitler autorise le regroupement des régiments « Totenkopf » pour former une division Waffen-SS. Cette division est intégrée à la 2e armée pendant les opérations de la campagne de France en mai 1940.
Comme en Pologne, pendant la campagne de France, Eicke et sa division se distinguent par leur brutalité sans bornes et leurs crimes de guerre.
Pour le déclenchement de l'invasion de l'Union soviétique, Eicke insiste pour que sa division soit dotée de camions militaires conçus pour le transport de troupes à la place des divers véhicules qu'elle a reçus ; « Abstraction faite que nous avons l'air de romanichels et qu'une telle apparence ne sied pas à la SS, on ne peut conduire aucune guerre à l'Est avec ce genre de véhicules ». Son insistance lui permet d'obtenir gain de cause.
En septembre 1941, en Finlande, deux régiments de la division s'enfuient devant une contre-offensive des troupes de l'Armée Rouge, s'attirant de sévères jugements d'officiers de la Wehrmacht.
Sous le commandement de Theodor Eicke, abattu lors d'une reconnaissance aérienne, puis de ses successeurs, la division Totenkopf continue à faire preuve d'un fanatisme inégalé et de férocité lors de l'avancée en 1941, de l'offensive de l'été 1942, de la conquête de Kharkov, de la bataille de la poche de Demiansk, et lors de la défense de Varsovie puis de Budapest début 1945. Elle fait preuve de remarquables aptitudes au combat défensif contre l'Armée rouge.

## Désignations successives
- SS-Totenkopf-Division (à partir du 16 octobre 1939) comprenant :
  - SS-Totenkopf-Infanterie-Regiment 1
  - SS-Totenkopf-Infanterie-Regiment 2
  - SS-Totenkopf-Infanterie-Regiment 3
  - SS-Totenkopf-Artillerie-Regiment
    - schwere SS-Totenkopf-Artillerie-Abteilung (à partir de l'hiver 1939/40)
    - SS-Totenkopf-Aufklärungs-Abteilung
    - SS-Totenkopf-Panzerabwehr-Abteilung
    - SS-Totenkopf-Pionier-Bataillon
    - SS-Totenkopf-Nachrichten-Abteilung

- SS-Panzergrenadier-Division « Totenkopf » (à partir du 9 novembre 1942) comprenant :
  - SS-Panzergrenadier-Regiment 1 « Totenkopf »
  - SS-Panzergrenadier-Regiment 3 « Totenkopf »
  - Panzer-Regiment 3
    - SS-Totenkopf-Sturmgeschütz-Abteilung
    - SS-Totenkopf-Aufklärungs-Abteilung
    - SS-Totenkopf-Kradschützen-Bataillon
    - SS-Totenkopf-Panzerjäger-Abteilung
    - SS-Totenkopf-Pionier-Bataillon
    - SS-Totenkopf-Flak-Abteilung
    - SS-Totenkopf-Nachrichten-Abteilung

- 3. SS-Panzer-Division Totenkopf (à partir du 22 octobre 1943) comprenant :
  - SS Panzer-Regiment 3 « Totenkopf »
  - SS Panzer-Grenadier-Regiment 5 « Thule »
  - SS Panzer-Grenadier-Regiment 6 « Theodor Eicke »
  - SS Panzer-Artillerie-Regiment 3
    - SS Flak-Artillerie-Abteilung 3
    - SS Sturmgeschütz-Abteilung 3
    - SS Panzer-Aufklärungs-Abteilung 3
    - SS Panzerjäger-Abteilung 3
    - SS Panzer-Pionier-Bataillon 3
    - SS Panzer-Nachrichten-Abteilung 3
    - SS Versorgungs-Einheiten 3

## Liste des commandants successifs
| Début             | Fin               | Grade             | Nom                       |
| ----------------- | ----------------- | ----------------- | ------------------------- |
| 1er novembre 1939 | 7 juillet 1941    | Obergruppenführer | Theodor Eicke             |
| 7 juillet         | 18 juillet 1941   | Obergruppenführer | Matthias Kleinheisterkamp |
| 18 juillet        | 19 septembre 1941 | Obergruppenführer | Georg Keppler             |
| 19 septembre 1941 | 26 février 1943   | Obergruppenführer | Theodor Eicke             |
| 26 février        | 27 avril 1943     | Obergruppenführer | Hermann Priess            |
| 27 avril          | 15 mai 1943       | Standartenführer  | Heinz Lammerding          |
| 15 mai            | 22 octobre 1943   | Gruppenführer     | Max Simon                 |
| 22 octobre 1943   | 21 juin 1944      | Obergruppenführer | Hermann Priess            |
| 21 juin 1944      | 8 mai 1945        | Brigadeführer     | Hellmuth Becker           |

## Théâtres d’opérations
- 1940 : bataille de France

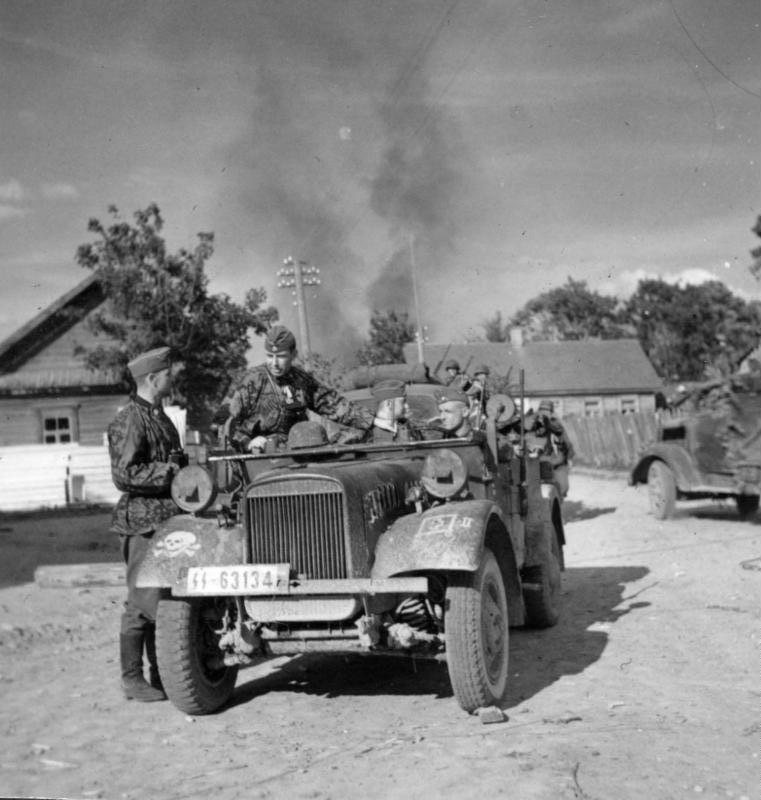
Soldats de la division « Totenkopf » dans un village balte (juin 1941).

  - Parcours de la division SS « Totenkopf » lors de la bataille de France
- 1941-1942 : opération Barbarossa
  - Siège de Léningrad
  - Janvier - octobre : poche de Demiansk
  - Octobre : reconstitution de la division en France
- 1943 : Russie
  - Koursk
  - Kharkov
  - Bassin de Donetz
- 1944 : pays baltes et Roumanie
- 1945 : Hongrie et Autriche
  - Destruction de la division à Vienne.

## Parcours en France
La 3e division SS « Totenkopf » est engagée dans l'invasion de la France en tant que division de réserve du groupe d'armées A, sous le commandement du général Gerd von Rundstedt qui avait comme objectif la percée dans les Ardennes.
Son point de rassemblement était Korbach, situé près de Cassel.
- Le 12 mai 1940, la division traverse les villages allemands de Wipperfürth et Neukirchen puis franchit la frontière belge.
- Le 17 mai, la division est placée sous le commandement de XVe Panzerkorps du général Hermann Hoth.
- Le 18 mai, elle est rattachée à la 7e Panzerdivision commandée par Erwin Rommel et traverse Dinant, Solre-le-Château, Avesnes-sur-Helpe, Saint-Hilaire-sur-Helpe, Taisnières-en-Thiérache, Landrecies, Bazuel, Le Cateau-Cambrésis, le canal de la Sambre à l'Oise et participe aux combats de Catillon-sur-Sambre, de L'Arbre de Guise, de Saint-Souplet, de Ribeauville et de Saint-Martin-Rivière.
- Le 20 mai, elle est à Bourlon, puis à Fontaine-Notre-Dame, à Anneux, à Inchy-en-Artois et à Mercatel.
- Le 22 mai, la division est transférée au XVI Panzerkorps ; elle installe son QG à Aubigny-en-Artois et atteint Cambrai.
- Le 24 mai, le canal de La Bassée est franchi, de violents combats seront menés durant les deux jours suivants. Devant la résistance des troupes françaises et anglaises, les SS massacrent civils et réfugiés au lieu-dit Le Quesnoy à Beuvry.
- Le 27 mai, début de l'attaque sur Béthune : les villages de Hinges et Locon tombent et les SS massacrent des prisonniers anglais au Paradis.
- Début juin elle est à Calais et participe à la bataille de Dunkerque.
- Après Dunkerque, l'unité descend sur Saint-Pol-sur-Ternoise, Péronne, et Château-Thierry qui est atteint le 13 juin.
- Du 14 au 17 juin, la division continue par Romilly-sur-Seine, Troyes, Châtillon-sur-Saône, Chaumont, Langres, Dijon.
- Du 18 au 21 juin, elle poursuit sa route en passant par Chalon-sur-Saône, Mâcon, Tarare ; durant les combats de Chasselay, le 20 juin, elle massacre des tirailleurs sénégalais par pur racisme[10] : leurs dépouilles sont enterrées au Tata sénégalais de Chasselay.
- Le 22 juin 1940, alors que la délégation française signe, à Rethondes dans le wagon de l'Armistice, l'armistice, la colonne descend occuper Bayonne.

## Crimes de guerre
- Lors de la campagne de Pologne, trois régiments des unités Totenkopf Oberbayern, Brandenburg et Thüringen à Buchenwald, chargés d'actions de pacification et de nettoyage à l'arrière du front, assassinent les membres de l’intelligentsia polonaise et les Juifs, s'attirant de vives critiques du général de la Wehrmacht Johannes Blaskowitz : « Les sentiments de la troupe envers la SS et la police oscillent entre la répulsion et la haine. Tous les soldats sont pris de dégoût et de répugnance devant les crimes commis en Pologne »[11].

- 21 mai 1940, le 3e régiment d'infanterie de la Totenkopf, sous les ordres du Stubaf Lammerding et de l'Ostuf Lotz, fusille six personnes civiles à Mercatel, exécute 5 hommes et incendie 24 fermes à Simencourt, exécute quatre civils (dont une femme handicapée de 78 ans dans son lit) et incendie plusieurs maisons et fermes à Hermaville[12].

- Au cours de la journée du 22 mai 1940, le 2e régiment d'infanterie de la Totenkopf, sous les ordres du Stubaf Bellwildt et du Gruf Eicke, tue trente personnes à Berles-Monchel et près de trente autres à Aubigny-en-Artois puis 64 personnes sont exécutées par le 1er régiment d'infanterie de la Totenkopf[13].
 Ces actions de sauvagerie sont commises par le 2e régiment en raison de la résistance acharnée des chars britanniques et français devant Warlus et Simencourt le 21 mai 1940.

- 24 et 25 mai 1940, le 3e régiment d'infanterie et le 3e compagnie du bataillon de pionniers de la Totenkopf, sous le commandement du Stubaf Bestmann et de l'Ostuf Siegfried Müller massacrent 48 personnes à Beuvry. En outre, plusieurs centaines de civils sont utilisés comme boucliers humains pour faire avancer les canons du 2e régiment d'artillerie SS sous le commandement du Stubaf Hermann Priess[14].

- 24 mai 1940, 10 civils sont fusillés à Hinges, par le 3e régiment d'infanterie et la 3e compagnie du bataillon de pionniers de la Totenkopf sous le commandement de l'Ostuf Max Seela, en représailles de l'exécution d'un soldat SS par un soldat français.

- On peut aussi rajouter le massacre avéré de plus de 250 civils dans le nord de la France entre le 19 et le 27 mai 1940, et une étude a montré que le nombre des assassinats de prisonniers et de civils suivait la courbe des pertes de la division[15].

- Massacre du Paradis, à Lestrem près de Béthune, le 27 mai 1940, durant lequel, la Totenkopf assassine une centaine de prisonniers britanniques en France, sous les ordres du lieutenant Fritz Knöchlein, condamné à mort et exécuté pour crimes de guerre après la fin du conflit[16].

- Sur le front de l'Est, elle est coupable de l'assassinat de prisonniers et de civils en Union soviétique, de la destruction et du pillage de nombreux villages russes[8].

- On a attribué également à la « Totenkopf » le massacre des soldats sénégalais du 20 juin 1940 ; ceux-ci s'étaient rendus, à Chasselay dans le Rhône[17] pour finir abattus par des mitrailleuses et pour certains écrasés par les chars d'assaut[10]. À la suite de la découverte en 2019 de clichés inédits, l'historien Julien Fargettas attribue ce crime à une division de la Wehrmacht - la 10e Panzerdivision, déjà évoquée par Scheck — plutôt qu'à la Waffen-SS[18],[19].

## Personnalités ayant servi au sein de la division
- L'acteur allemand Horst Tappert, né le 26 mai 1923 à Elberfeld (aujourd'hui Wuppertal) et mort le 13 décembre 2008 à Munich, qui s'est fait connaître par son rôle de Stephan Derrick dans la série Inspecteur Derrick. Selon un document publié par l'hebdomadaire allemand Der Spiegel, il aurait intégré le SS-Panzer-Grenadier-Regiment 1 « Totenkopf »[20],[21].